# Birma op de Olympische Zomerspelen 1968
Birma, tegenwoordig Myanmar genoemd, nam deel aan de Olympische Zomerspelen 1968 in Mexico-Stad, Mexico. Er deden twee atleten en twee boksers mee. Het was de zesde Birmaanse deelname en ook deze keer werd geen medaille gewonnen.

## Deelnemers en resultaten
(m) = mannen, (v) = vrouwen 

### Atletiek
| Olympiër       | Discipline   | Resultaat | Prestatie |
| -------------- | ------------ | --------- | --------- |
| Thin Sumbwegam | marathon (m) | 18e       | 2:32.22   |
| Hla Thein      | marathon (m) | 47e       | 2:54.03,6 |

### Boksen
| Olympiër | Discipline | Resultaat | Prestatie                                               |
| -------- | ---------- | --------- | ------------------------------------------------------- |
| Lay Thet | -48kg (m)  | 9e        | 1ste ronde: vrij 2de ronde: V van CEY Karunaratne: 0-5  |
| Tun Tin  | -60kg (m)  | 17e       | 1ste ronde: vrij 2de ronde: V van PER Minami: knock-out |

Afghanistan · Algerije · Amerikaanse Maagdeneilanden · Argentinië · Australië · Bahama's · Barbados · België · Bermuda · Birma · Bolivia · Bondsrepubliek Duitsland · Brazilië · Brits-Honduras · Bulgarije · Canada · Centraal-Afrikaanse Republiek · Ceylon · Chili · Colombia · Congo-Kinshasa · Costa Rica · Cuba · Denemarken · Dominicaanse Republiek · Duitse Democratische Republiek · Ecuador · El Salvador · Ethiopië · Fiji · Filipijnen · Finland · Frankrijk · Ghana · Griekenland · Groot-Brittannië · Guatemala · Guinee · Guyana · Honduras · Hongarije · Hongkong · Ierland · IJsland · India · Indonesië · Irak · Iran · Israël · Italië · Ivoorkust · Jamaica · Japan · Joegoslavië · Kameroen · Kenia · Koeweit · Libanon · Libië · Liechtenstein · Luxemburg · Madagaskar · Maleisië · Mali · Malta · Marokko · Mexico · Monaco · Mongolië · Nederland · Nederlandse Antillen · Nicaragua · Nieuw-Zeeland · Niger · Nigeria · Noorwegen · Oeganda · Oostenrijk · Pakistan · Panama · Paraguay · Peru · Polen · Portugal · Puerto Rico · Roemenië · San Marino · Senegal · Sierra Leone · Singapore · Soedan · Sovjet-Unie · Spanje · Suriname · Syrië · Taiwan · Tanzania · Thailand · Trinidad en Tobago · Tunesië · Turkije · Tsjaad · Tsjecho-Slowakije · Uruguay · Venezuela · Verenigde Arabische Republiek · Verenigde Staten · Vietnam · Zambia · Zuid-Korea · Zweden · Zwitserland